# Distichodus sexfasciatus
Cá vương miện hay còn gọi theo tên tiếng Anh là Six-banded distichodus (Danh pháp khoa học: Distichodus sexfasciatus) là một loài cá trong họ Distichodontidae. Cá vương niệm sống ở tầng giữa và tầng đáy Cá vương miện thích hợp nuôi chung với cá lớn như cá rồng. Cá ăn từ thực vật, giáp xác, côn trùng, trùng chỉ... đến thức ăn viên và thức ăn đông lạnh. Cá thích hợp trong bể có nhiều nơi trú ẩn (như đá tảng, gỗ khô), không thích hợp trong bể cây thủy sinh vì cá ăn cây khi đói. 